# 薄身盾吻鰈
薄身盾吻鰈，為輻鰭魚綱鰈形目鰈亞目菱鰈科的其中一種，分布於西南太平洋的紐西蘭海域，棲息深度12-20公尺，為底棲性魚類，屬肉食性，生活習性不明。

## 擴展閱讀
維基物種上的相關：薄身盾吻鰈